# بات تيلي
بات تيلي (بالإنجليزية: Pat Tilley)‏ هو لاعب كرة قدم أمريكية أمريكي، ولد في 15 فبراير 1953 في شريفبورت في الولايات المتحدة.

## وصلات خارجية
- بات تيلي على موقع مرجع كرة القدم المحترفة.كوم (الإنجليزية)